# Boykins (Virgínia)
Boykins é uma cidade  localizada no estado norte-americano de Virginia, no Condado de Southampton.

## Demografia
Segundo o censo norte-americano de 2000, a sua população era de 620 habitantes. 
Em 2006, foi estimada uma população de 612, um decréscimo de 8 (-1.3%).

## Geografia
De acordo com o United States Census Bureau tem uma área de 
1,8 km², dos quais 1,8 km² cobertos por terra e 0,0 km² cobertos por água. Boykins localiza-se a aproximadamente 13 m acima do nível do mar.

## Localidades na vizinhança
O diagrama seguinte representa as localidades num raio de 16 km ao redor de Boykins. 